# Alto do Pascoal
O Alto do Pascoal é uma comunidade do bairro Alto Santa Teresinha, no Recife, Pernambuco. Antes, era chamado de Terra dos Colombos, no início do século XX. Ele surgiu a partir da Ladeira de Pedra (ou Estrada de Pedra), no atual vizinho bairro de Água Fria, e se expandiu em torno dela.
No local, existe o Centro Social Urbano Afrânio Godoy, que oferece às comunidades prestações de serviços sociais como cursos de informática e encontros/aulas de capoeira, jiu-jitsu, judô, violão, break, maracatu e afoxés. Há também uma unidade escolar que agrega um projeto do Rotary Club. A localidade possui uma associação que se chama União de Moradores do Alto do Pascoal, fundada em 09 de julho de 1997. A associação é administrada atualmente por Carlos Alberto de França e é cadastrada no Projeto Leite Para Todos. 

## Maracatu Nação Estrela Brilhante
Em sua história, o Maracatu Nação Estrela Brilhante também esteve sediado no Alto do Pascoal (de 1969 a 1990); hoje tem sede no bairro Alto José do Pinho (Recife). A partir de 1973, consolidou-se no Alto do Pascoal junto à sua então nova rainha a yahlorixá Maria Madalena. Os desfiles do maracatu, no Recife, eram bastante esperados por causa da atuação carismática de Maria Madalena.

## Desenvolvimento urbano
Pertencente ao Alto Santa Terezinha, contíguo com Água Fria, recebe investimentos municipais para desenvolvimento urbano, com nova rede de iluminação pública.

## Educação
A comunidade dispõe de escola municipal que oferece conforto e desenvolvimento educacional aos seus alunos.